# Wycliffe Bible Translators
Wycliffe Bible Translators es una organización sin ánimo de lucro dedicada a traducir la Biblia a toda lengua viva en el mundo, especialmente para culturas con una pequeña influencia cristiana. Wycliffe fue fundada en el año 1942 por William Cameron Townsend. Actualmente hay ramas en 50 países. La organización lleva el nombre de John Wycliffe, la primera persona en iniciar una traducción de toda la Biblia al inglés medio.

## Filosofía y métodos
Wycliffe basa su filosofía en el protestantismo de Townsend que contempla la expansión intercultural y multilingüística del cristianismo como mandamiento divino. Este tipo de protestantismo se adhiere al principio de sola scriptura y tiene la Biblia como la infalible palabra de Dios.
En una misión de Wycliffe, los altos trabajadores de Wycliffe piden permiso al gobierno de la zona para operar. Después de que la organización haya recibido permiso para operar, varios equipos investigan las población lingüísticas de la zona. Basándose en estos datos, los equipos son enviados a cada grupo étnico.
El equipo conformado por una pareja de lingüistas (o más dependiendo de las circunstancias) se presenta al grupo étnico, normalmente con la ayuda de personas como comerciantes o guías. El equipo vive en el sitio, adoptando el estilo de vida del grupo étnico y empezando el proceso de aprendizaje del idioma del grupo.
Cuando se entiende la fonología, el equipo construye un sistema de escritura. En algún momento, el equipo empieza a traducir pequeñas porciones de la Biblia a la lengua nativa. La traducción es examinada y corregida por hablantes nativos, así como por gramáticas y por lexicones. Una vez que la Biblia está traducida, se organizan las impresiones, a menudo a través de la Sociedad de Biblias Unidas. La duración de todo el proceso varía según la porción que se traduce de la Biblia; puede tardar hasta unos veinte años.

## Organización
El SIL International, originalmente el Summer Institute of Linguistics, empezó como una pequeña sesión de entrenamiento veraniego para los estudiantes de lingüística en Arkansas en 1934. Es una organización asociada a la Wycliffe Bible Translators.
Otra organización asociada y subsidiaria del SIL International, JAARS, originalmente la Jungle Aviation And Radio Service, proporciona transporte y servicios técnicos para misioneros y trabajadores de desarrollo asociados. 
Wycliffe Associates es una organización voluntaria que existe para apoyar a la Wycliffe Bible Translators. La relación de Wycliffe Associates con la organización principal Wycliffe varía según los países donde opere. Wycliffe Associates USA y Wycliffe Associates UK son organizaciones separadas de Wycliffe USA en Orlando, Florida y Wycliffe UK en High Wycombe.
La Seed Company es una subsidiaria de Wycliffe USA que proporciona apoyo a los traductores locales.